# سوندا
سوندا (به اسپانیایی: Sonda) شرکت فناوری اطلاعات شیلیایی است، که در زمینه تولید سخت‌افزار رایانه، نرم‌افزار رایانه، مراکز داده و ارائه خدمات برون‌سپاری فعالیت می‌کند. 
شرکت سوندا در سال ۱۹۷۴ توسط آندرس ناوارو هاوسلر، به‌عنوان بخش فناوری شرکت امپرساس کوپک تأسیس شد و در حال حاضر دارای عملیات در کشورهای آرژانتین، برزیل، شیلی، کلمبیا، کاستاریکا، اکوادور، مکزیک، پاناما، پرو و اروگوئه می‌باشد.
دفتر مرکزی این شرکت در شهر سانتیاگو، شیلی قرار دارد و بخشی از سهام آن در بازار بورس اوراق بهادار سانتیاگو معامله می‌شود. شرکت سوندا هم‌اکنون بزرگترین شرکت فناوری اطلاعات آمریکای لاتین به‌شمار می‌آید.